# SchulVerwaltung
Die SchulVerwaltung ist eine unabhängige Fachzeitschrift, die monatlich im Verlag Wolters Kluwer mit dem Untertitel Zeitschrift für Schulentwicklung und Schulmanagement erscheint und bei den Institutionen im Bildungswesen sehr verbreitet ist.

## Landesausgaben
Die SchulVerwaltung erscheint in verschiedenen Landesausgaben der großen Bundesländer:
- SchVw BW: Landesausgabe Baden-Württemberg (seit 1991; ISSN 0942-3974)
- SchVw BY: Landesausgabe Bayern (seit 1977; ISSN 1433-4674)
- SchVw HE/RP: Landesausgabe Hessen/Rheinland-Pfalz (seit 1996; ISSN 1865-2026)
- SchVw NI: Landesausgabe Niedersachsen (seit 1990; ISSN 1618-9167)
- SchVw NRW: Landesausgabe Nordrhein-Westfalen (seit 1990; ISSN 0937-7239)

Die Fachherausgeber bei allen Landesausgaben der SchulVerwaltung stehen den für Schulen zuständigen Kultusministerien nahe. Überwiegend sind sie dort oder in den ihnen nachgeordneten Schulaufsichtsbehörden tätig. Dadurch sollen praxisbezogene Informationen und Erläuterungen zu neuen Schulgesetzen oder Gerichtsentscheiden vermittelt werden. Der gelegentlich entstehende Eindruck, es handele sich bei der Zeitschrift um ein zweites Amtsblatt der Regierung, wird überwiegend (je nach Landesausgabe) durch Fachbeiträge von Wissenschaftlern und unabhängige Kommentare relativiert.

## Inhalt und Adressaten
Die SchulVerwaltung zeichnet sich durch die Breite und die Aktualität ihrer Themen aus. Sie verbindet inhaltlich verschiedene Themenbereiche aus der Pädagogik, dem Schulrecht, aus Schulorganisation und Schulpolitik, die meist von fachkundigen Experten behandelt werden. Die Zeitschrift wendet sich damit insbesondere an die Schulleitung, an die Behörden der staatlichen Schulaufsicht und der kommunalen Schulverwaltung (Schulträger). Die Zeitschrift wird schätzungsweise in der Hälfte aller Schulen gelesen.

## Portal SchulVerwaltung.de
Das Portal SchulVerwaltung.de kombiniert die Länder- und Spezialausgaben der Fachzeitschrift SchulVerwaltung mit anderen Inhalten. Es gibt nur noch eine Recherche, über die man alle Fachinformationen erreicht. Fragen können direkt an Fach- und Praxisexperten gestellt werden und der Austausch der Schulleitungen untereinander wird durch eine gesicherte Fachcommunity ermöglicht. Fortbildungen finden digital über Webinare statt.